# 自転車道

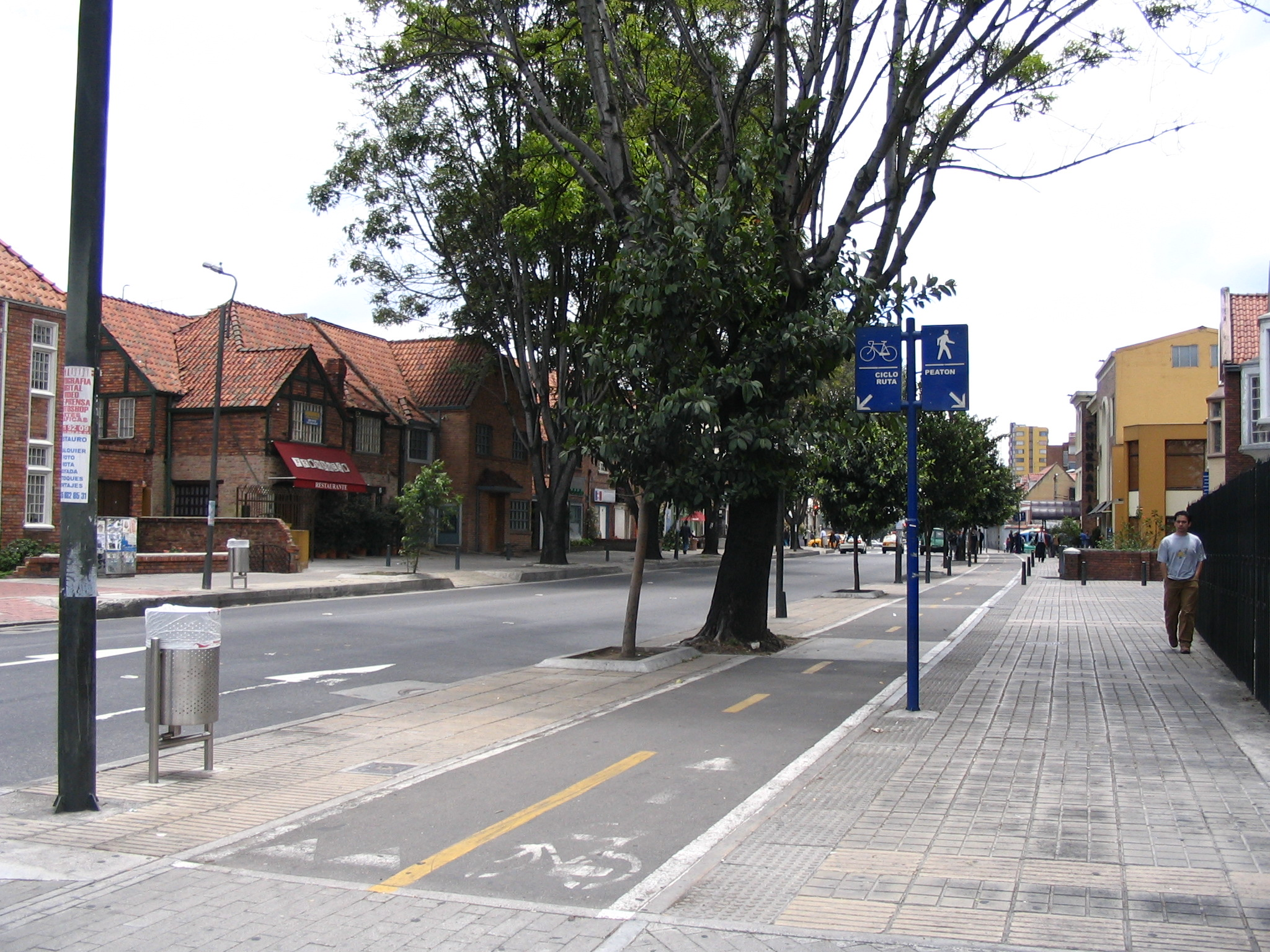
ボゴタ（コロンビア）

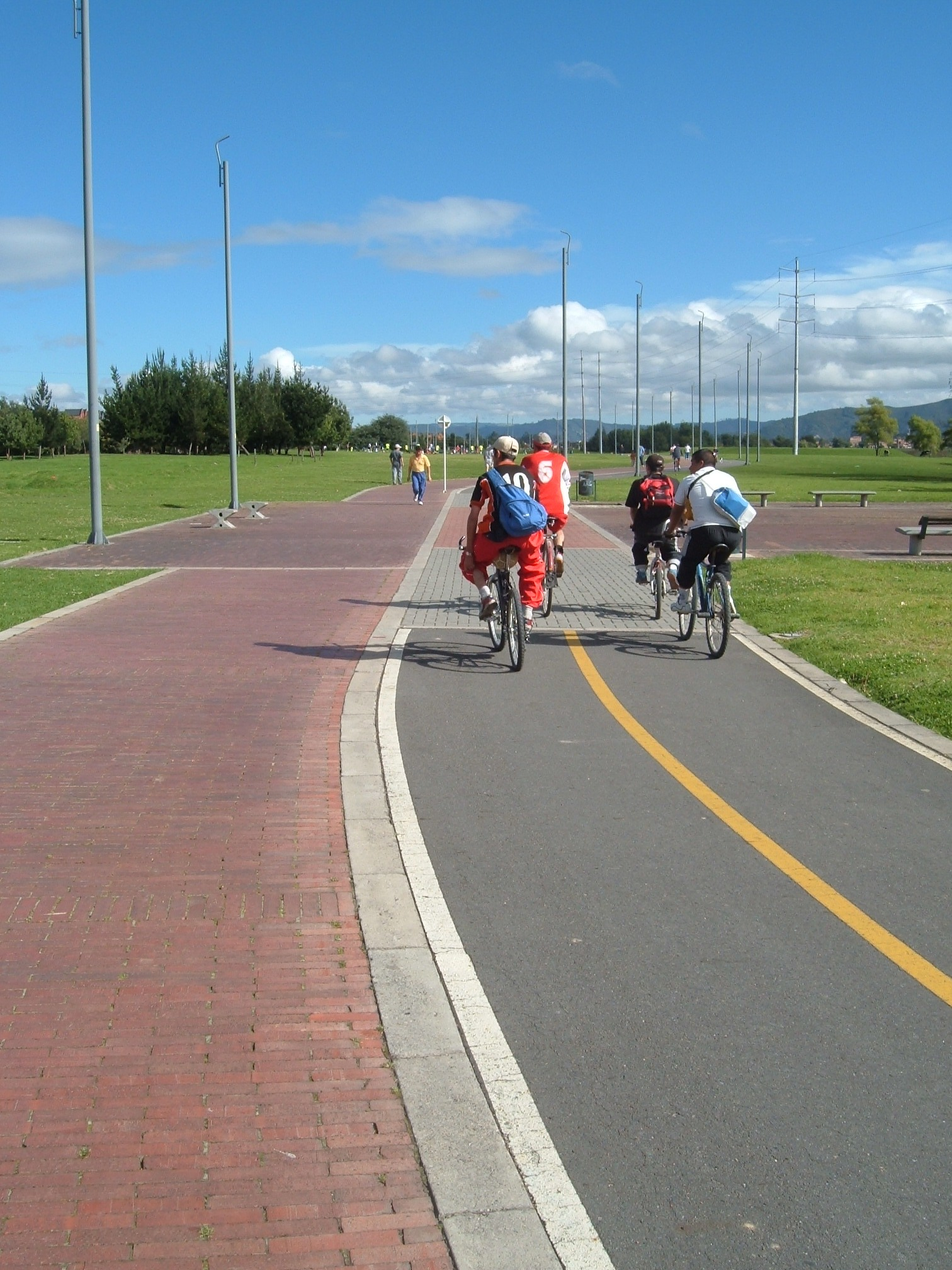
ボゴタ（コロンビア）

自転車道（じてんしゃどう、英:bicycle way）とは、自動車交通から構造的に分離された、自転車専用（一部は歩行者との共用）の通行空間である。
自転車道には大きく分けて、
- 主に、日常生活での自転車移動を安全にするために市街地の車道に併設されるもの
- 主に、サイクリングのために郊外（川沿いや廃線跡など）に独立して設置されるもの

の2種類がある。英語では前者を cycle track, separated bike lane, segregated cycle lane, protected bike lane、protected bike path、後者を solitary cycle track, （歩行者との共用の場合は）shared-use path などと呼ぶ。
この他、日本では自動車との混在通行区間を含むサイクリングコースを自転車道と呼ぶことがある。これは bicycle route（あるいは signed bicycle route）の概念に近い。

## 欧米の自転車道

### 歴史と現状

#### イギリス
イギリスでは、19世紀後半に自転車愛好家たちが団体を組織するなどの運動を展開し、1888年にイギリスの議会は彼らの求めていた「荒廃した道路の整備」に着手することと自転車を交通手段として公認を決めた。
イギリスで車道併設型の自転車道が初めて整備されたのは1934年、ロンドンのWestern Avenueで、コンクリート舗装、幅員 2.5 m という仕様だった。1935年に実施された調査では沿道の自転車利用者の80％がこの自転車道に満足していたが、自転車愛好家たちは車道を走れなくなる不満から、自転車道を無視して大人数で車道を走るデモ行為を繰り返したり、近隣の別の自転車道で始終端に杭を打って他の自転車利用者を車道に誘導したり、交通省を頻繁に訪れて反対意見を述べるなどの抵抗を続けた。戦後になると、自転車愛好家たちからの反対に加え、道路予算を高速道路網の整備に優先投入したこと、緊縮財政が続いたことから、イギリスにおける自転車道の整備は停滞した。
1950年代にはニュータウンの一つ、スティーブニッジで自動車の道路網から独立した質の高い自転車道のネットワークが計画的に整備されたが、その自転車道は徐々に利用されなくなり、現在は住民の2.7%にしか使われていない。1960年代にも別のニュータウン、ミルトン・キーンズで同じく自動車の道路網から独立した自転車道のネットワークが整備されたが、自転車の交通分担率は3%に留まっている。
自転車道の整備が再び本格的に動き出すのは2010年代に入ってからで、ロンドンではサイクル・スーパーハイウェイの一部路線が、車道から縁石で分離された構造で整備（CS2は当初の自転車レーンから改修）された。他の都市でも、マンチェスターのOxford Road、ケンブリッジのHills RoadとHuntingdon Roadに自転車道が整備されている。

#### オランダ
19世紀末、地形的条件などから自転車が急速に普及したオランダで、世界最初の自転車道路が造られたとされる。これは危険な馬車から自転車を保護するための分離を図ったものと考えられている。
戦後はオランダでも、市民の所得向上で自動車の保有率が上昇する反面、自転車の利用率低下が続き、車こそが未来の移動手段で自転車はいずれ完全に無くなるものとの考え方が一般的だった。しかし1970年代に入ると、モータリゼーションによる死亡事故の多発や排気ガスが社会問題になり、自動車中心の政策に反対する市民運動（Stop de Kindermoordなど）が活発化した。1972年にローマクラブが発表した『成長の限界』や、1973年のオイルショックも、自動車中心だった政策にパラダイムシフトをもたらす切っ掛けになった。
そんな中、自転車の安全な通行空間などを求める利益団体（Eerste Enige Echte Nederlandse Wielrijdersbond、現Fietsersbond）が1975年に設立される。ENWBは大規模なデモ走行を実施したり、道路の危険箇所をリスト化したり、自転車通行空間のない危険な道路に自転車レーンを違法にペイントして警察に逮捕されるなどしていたが、同じく自動車中心の政策を疑問視していた政治家から注目されるようになり、交通政策は自動車一辺倒から自転車に配慮したものへとシフトしていく。自転車道整備の社会実験はまず1970年代にハーグとティルブルフで、続いて1980年代にデルフトで実施され、自転車の経路選択の変化や利用者数の増加に繋がったため、これをモデルとして他の都市も自転車インフラを整備するようになっていった。1990年代に入ると中央政府が“Masterplan Fiets”という枠組みのもと、多数のプロジェクトや研究の実施を促した。
自転車道の整備延長は下表のように増加してきている。
| 年   | 整備延長（km） | 出典          |
| ---- | -------------- | ------------- |
| 1988 | 16,060         | 中央統計局    |
| 1992 | 18,175         | 中央統計局    |
| 1996 | 18,984         | 中央統計局    |
| 2009 | 29,000         | Fietsersbond  |
| 2013 | 34,600         | Fietsersbond  |
| 2018 | 33,000         | Fietsplatform |

同国の道路の総延長は、2015年の統計では 138,912 kmであり、自転車道（独立型も含む）の整備延長はその 24〜25% の規模に達する。参考として、日本の道路総延長に占める歩道設置道路は2016年4月1日時点で14.7%である。
オランダの自転車通行環境はこの他、自転車道のないローカル道路（lokale wegen）55,000 kmや、自転車レーンを有する車道 4,700 kmで構成されている。
近年は、元々あった自転車レーンを撤去して自転車道に改修する例が、ユトレヒト、デンボス、アイントホーフェンなど各都市で見られる。アムステルダムの Bilderdijkstraat では自転車レーンから自転車道への改修後、死傷事故が 50% 減少したと報告されている。

#### ドイツ
オランダと同様に「西ドイツでもアウトバーンの改修・新設には、りっぱな自転車道路を併設することが義務づけられた」 。
2015年12月にはドイツ初となる自転車専用高速道路が開通した。

#### アメリカ
アメリカでは1967年、初めての本格的な自転車レーンがカリフォルニア州デイビスの3路線に整備されたが、このうちの1本は停車帯によって自動車の流れから保護された、事実上の自転車道（“separated bikeway”）だった。ところが1970年代に Vehicular cycling と呼ばれる運動が興り、「自転車は車両の運転者として振る舞い、扱われることで最大の能力を発揮できる（“cyclists fare best when they act and are treated as drivers of vehicles”）」との思想に共鳴した自転車愛好家たちが各地の住民説明会で自転車道の整備に強く反対した。
当時、自転車利用者を対象に実施された、自転車インフラの安全性についてのアンケート（“ratings of protection from cars afforded by the bikeway”）では、自転車道（“Separated bikeways”）が自転車レーン（“Bike lanes”）や自転車推奨ルート（“Signed Routes”）の2倍以上の高い評価を得ており、自転車インフラの設計指針を作成していた連邦道路局（FHWA）も自転車道の反対者たちがノイジー・マイノリティーであることを認識していた。しかし1976年版の設計指針は、自動車からの構造的な分離を求める圧倒的多数の自転車利用者と、一切の自転車インフラ整備に反対する僅かな数の自転車愛好家の要望の中間をとって、自動車の通行帯と停車帯に挟まれた自転車レーンを推奨する内容となった。この結果、アメリカでは自転車道の整備が進まない状況が長年続いた。
アメリカで自転車道（構造的に分離された自転車レーン; protected bike lane）が再び日の目を見るのは2000年代に入ってからである。2007年、ニューヨーク市は車道の一部を樹脂製ボラードなどで簡易的に分離した自転車道を試験的に導入した。市交通局は従来型の自転車レーンを採用しなかった理由として、二重駐車で塞がれることや安心感が低いことなどの問題があったと指摘している。自転車道が導入された路線では、交通事故の減少や自転車交通量の増加、沿道店舗の売上増加などの効果が見られた。ニューヨーク市ではその後も毎年数マイルずつ整備が進められており、合計整備延長は2018年現在で100マイル（約160km）を超えている。
他の都市もニューヨークのような自転車道の整備を検討していたが、当時の設計指針にはそれが掲載されていなかったため、都市の交通担当者からなるNACTO（National Association of City Transportation Officials）が世界各地の自転車インフラの設計を調査し、2011年にUrban Bikeway Design Guideとして発表した。このような条件が整ったこともあり、自転車道は現在、オースティン、ボストン、シカゴ、ロサンゼルス、ポートランド、サンフランシスコ、シアトルなど合衆国の他の都市にも広がっている。

### 自転車道の代替インフラ

#### 自転車レーン
オランダやドイツなどでは、車道から構造的に分離された自転車道の設置に早くから取り組んできたが、自転車の通行空間に占める割合は必ずしも高くない。費用や空間上の制約、安全観の変化などの要因によって、かつてはこうした自転車道の代用として考えられた自転車レーンの整備が現実的と判断されるようになっている。

#### バス自転車共用レーン
「バスレーン#自転車通行空間としてのバスレーン」を参照。

世界各都市の自転車道
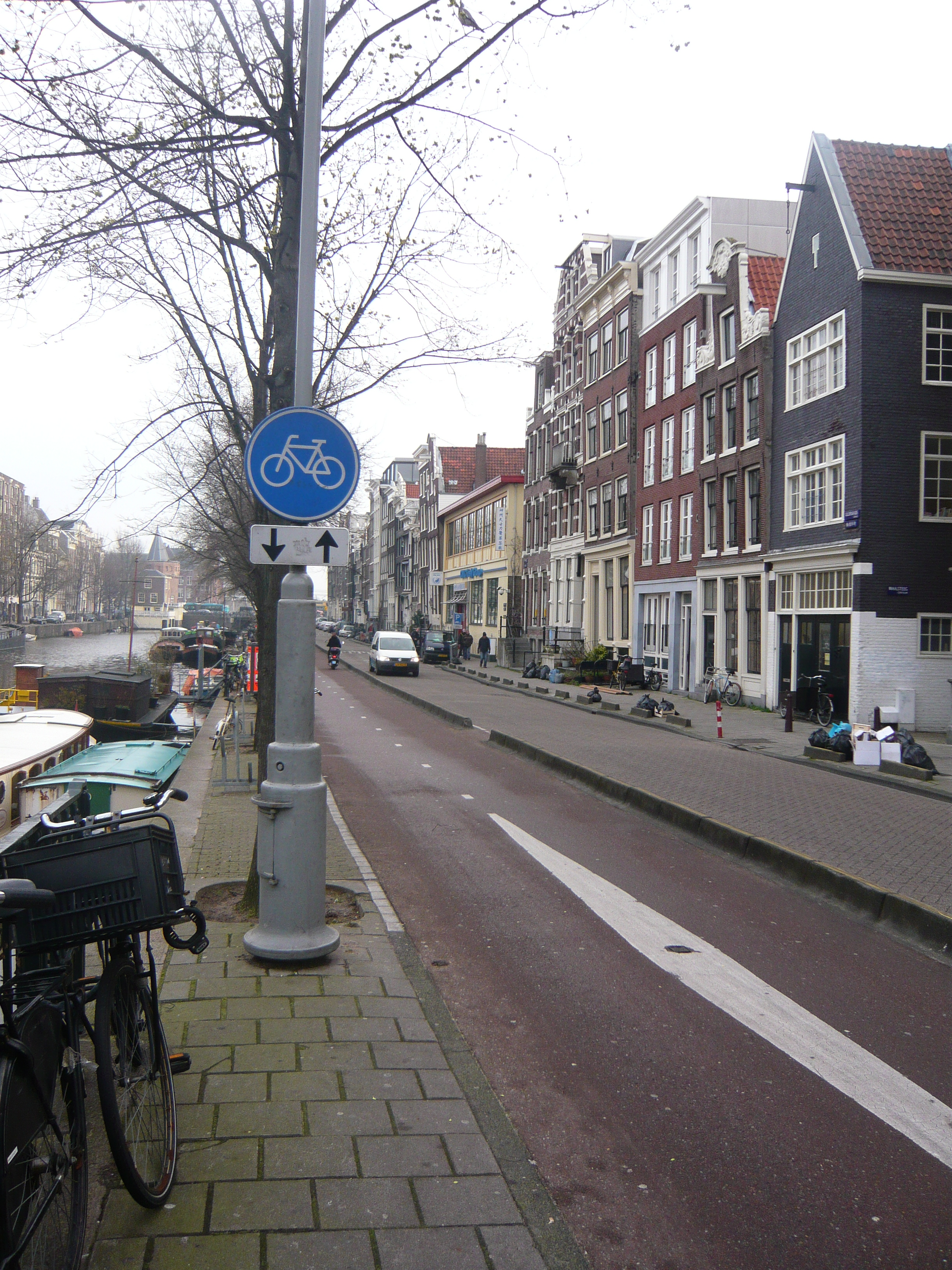
アムステルダム（オランダ）
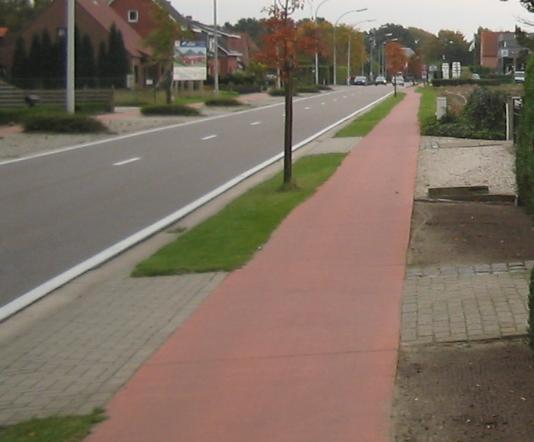
ベルギー
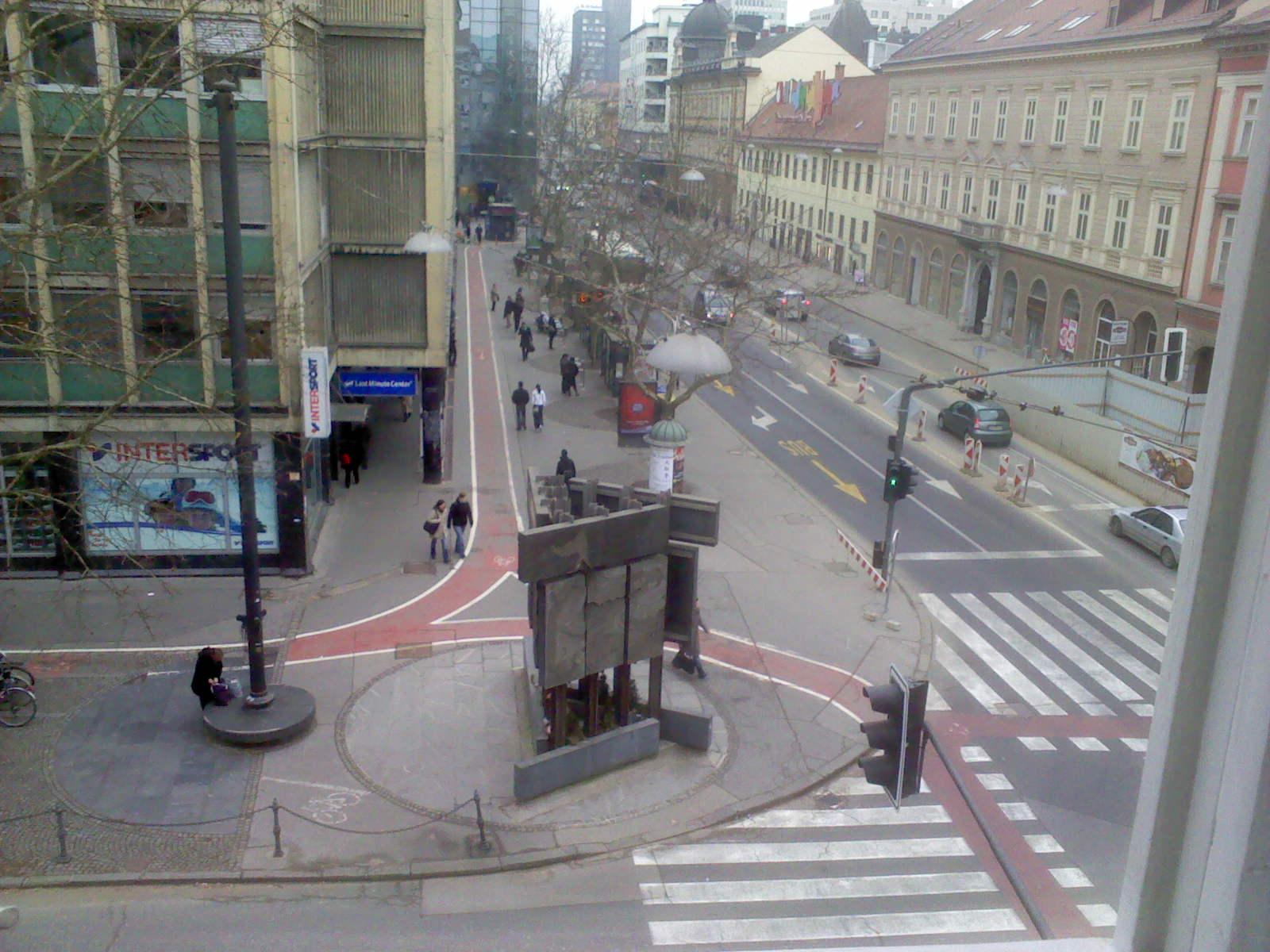
リュブリャナ（スロベニア）
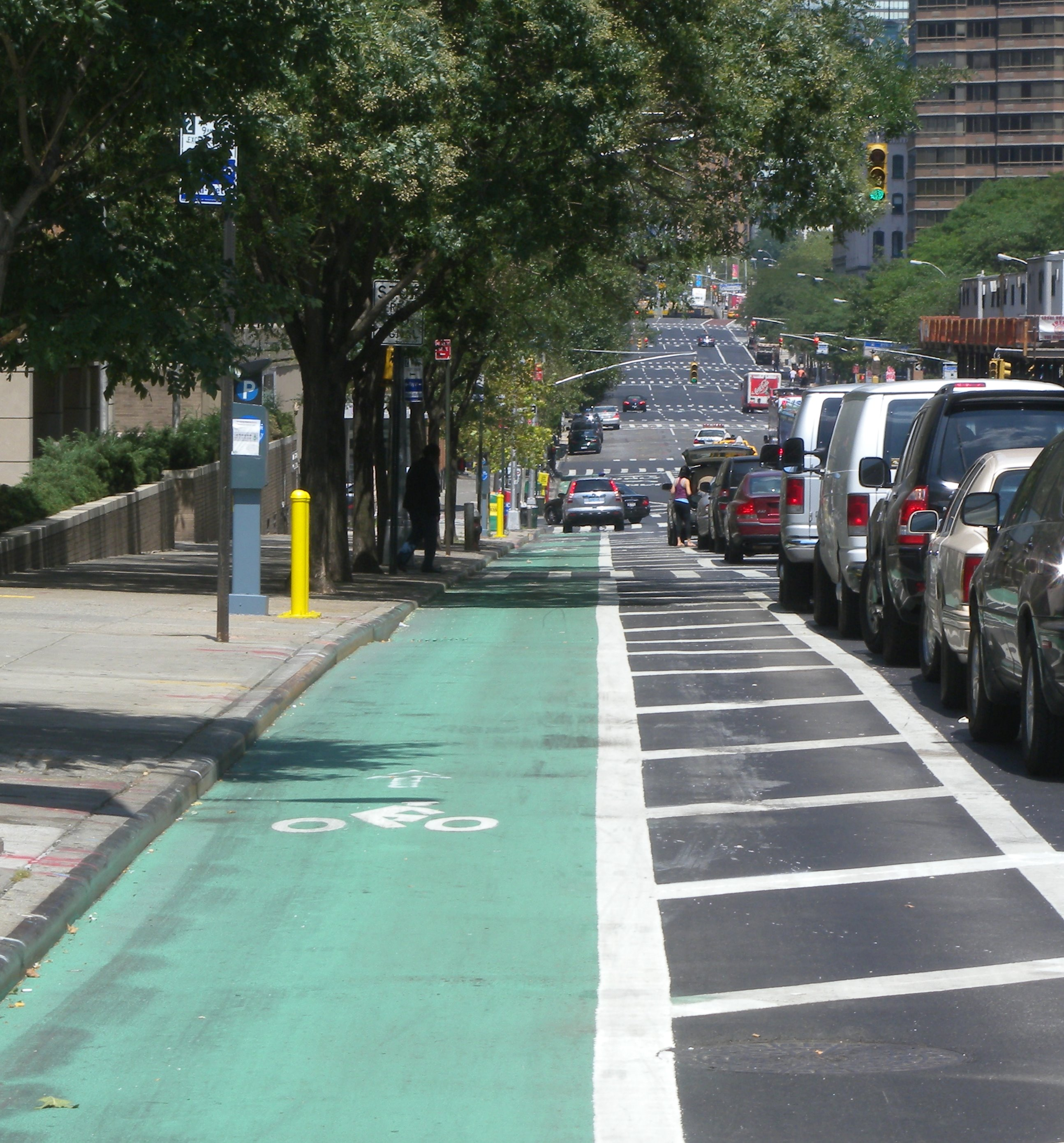
1番街 (マンハッタン)（ニューヨーク、アメリカ合衆国）
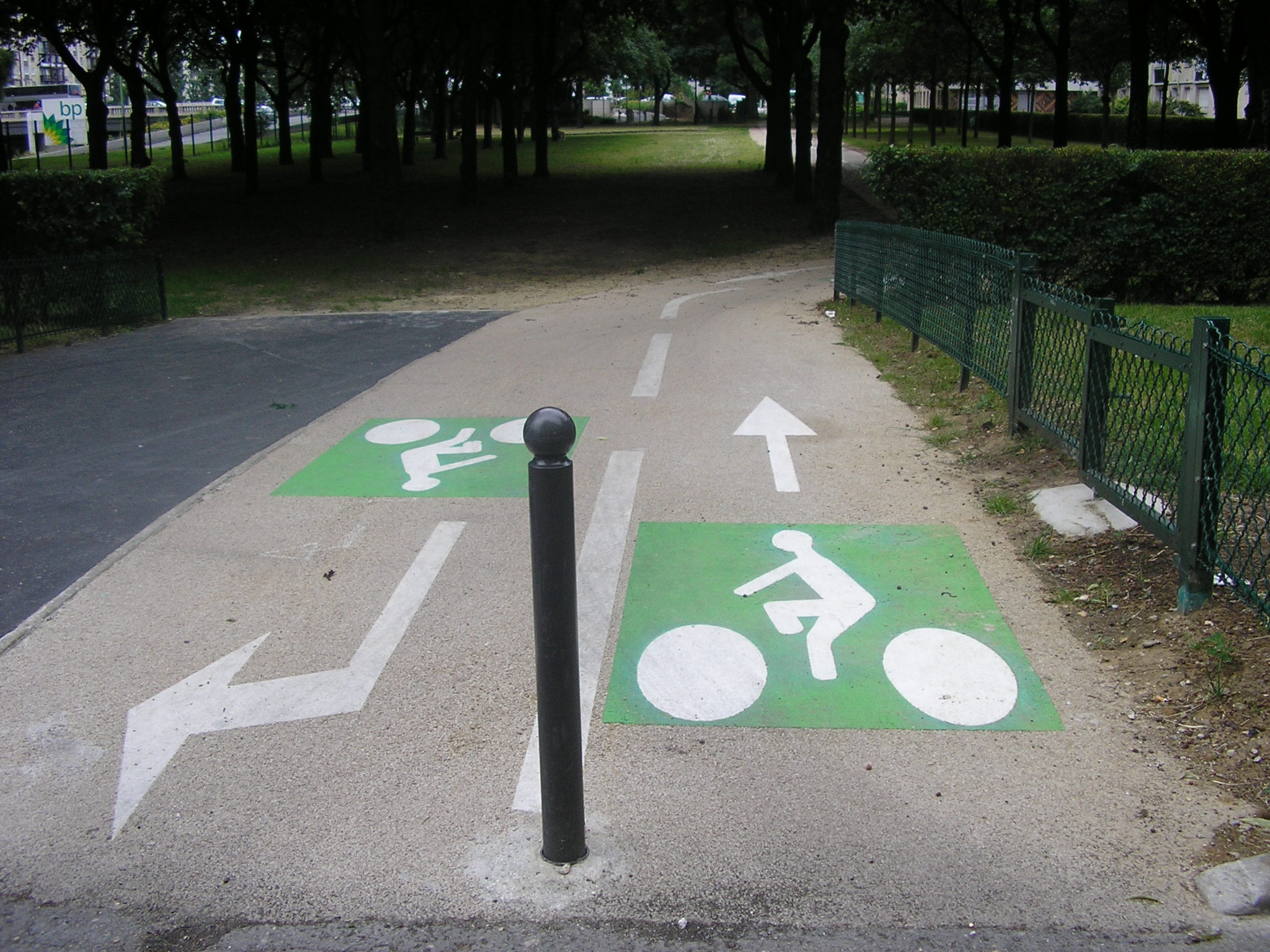
パリ20区、（フランス）
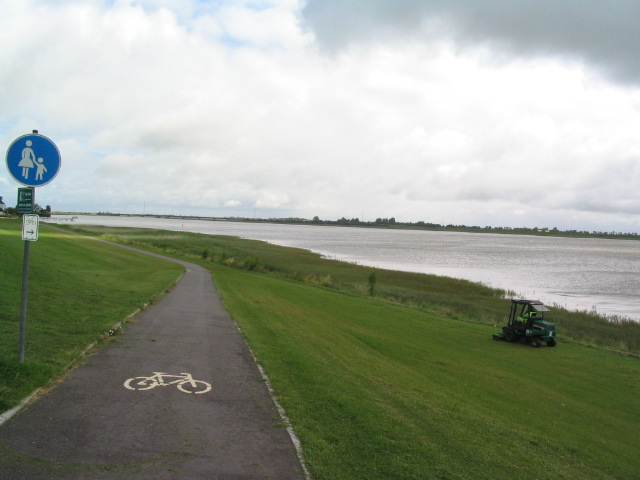
アイダー川沿いの自転車道（ドイツ）
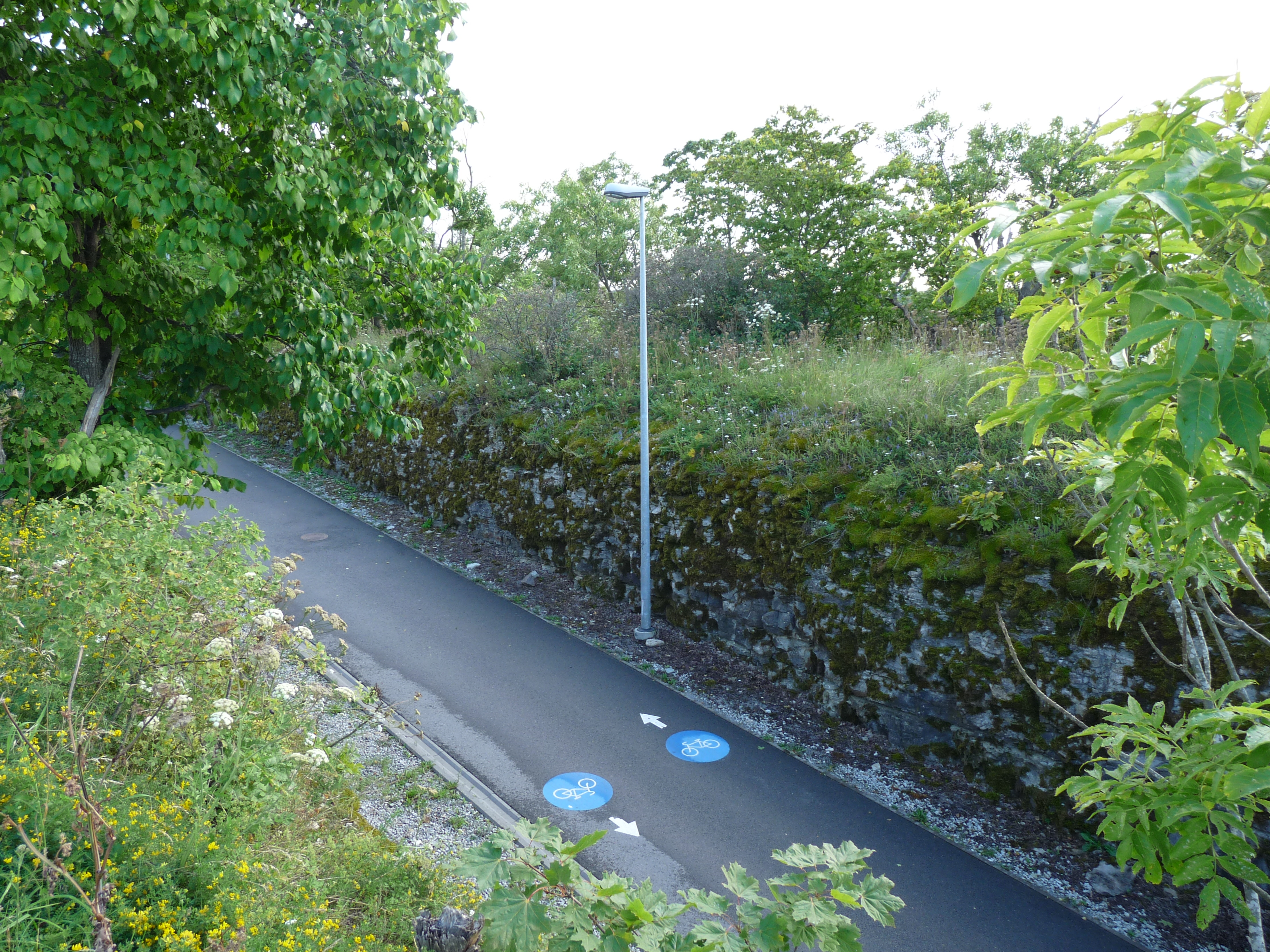
タリン（エストニア）
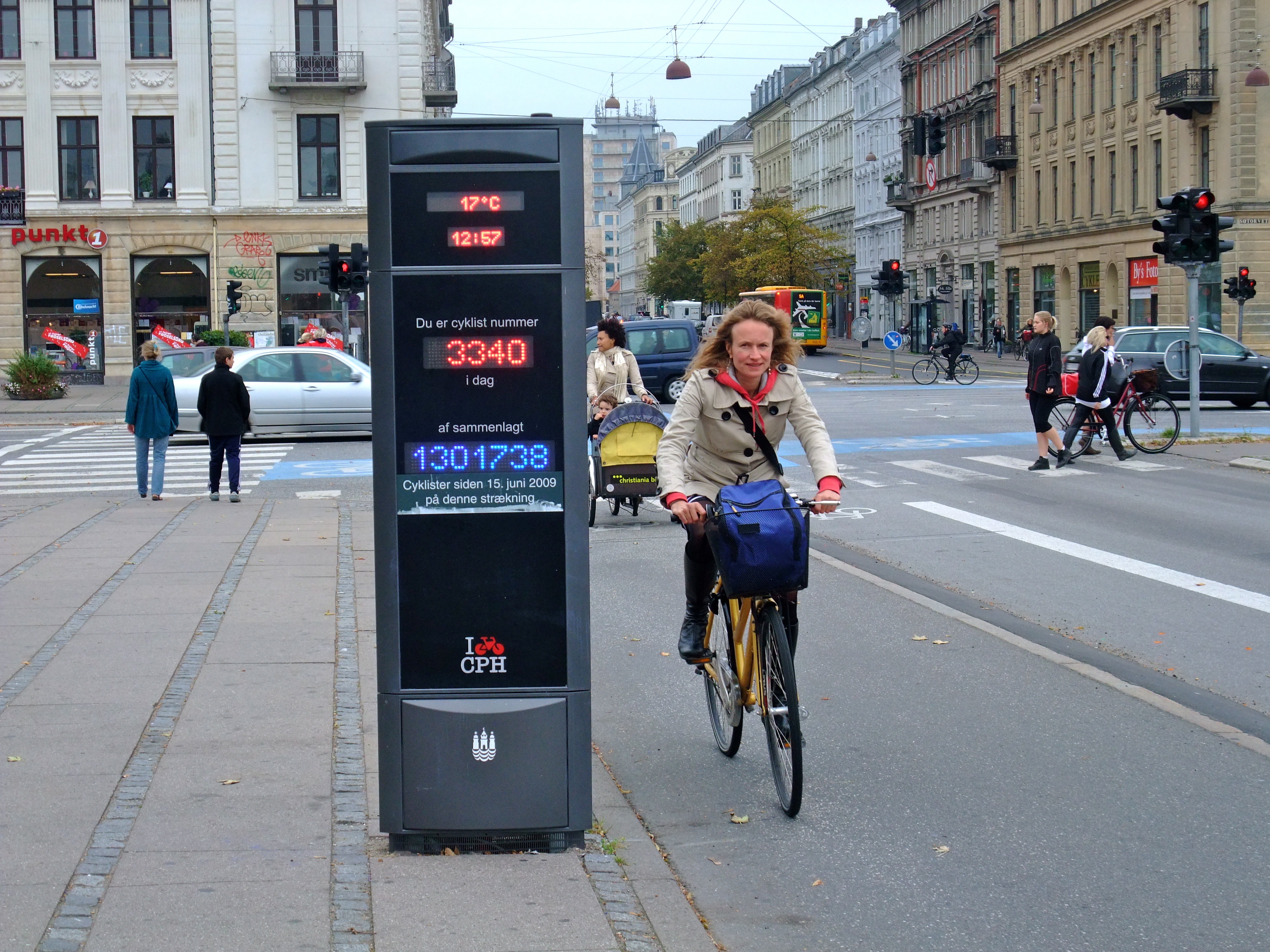
自転車カウンター、コペンハーゲン（デンマーク）

## 日本の自転車道

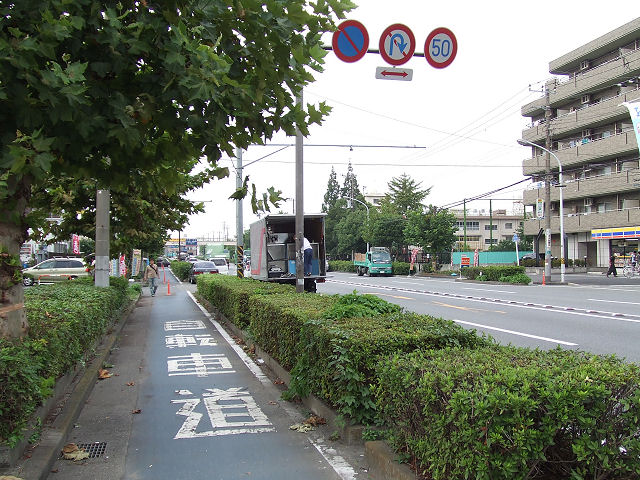
自転車道（川崎市川崎区）

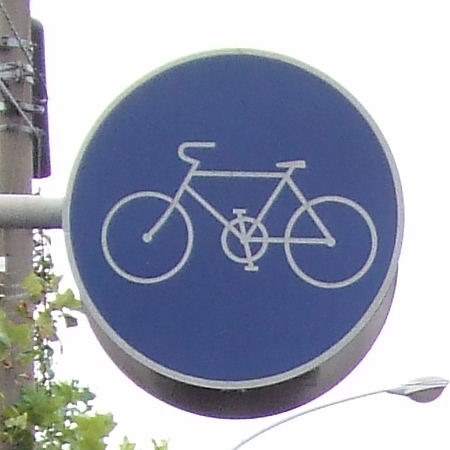
「自転車専用」（325の2）の道路標識

### 定義
日本では、道路法令（道路法と道路構造令）に規定された自転車の通行に供される自動車から分離された各種の道路または道路の部分を指す。一般的な用法としてはこのほかに、道路交通法に基づく交通規制による「自転車専用通行帯」（自転車レーン）や自転車以外の通行禁止規制が実施された道路、自転車が通行することのできる「歩行者用道路」、道路法上の道路ではない道路（施設扱いのサイクリング道路や河川管理道路など）を含む場合がある。日本国外の自転車走行空間については、国・地域によって定義が異なる場合があるが、それにかかわらず「自転車道」と呼ぶことがある。
日本における各種の「自転車道」については、道路行政当局や関係団体において、機能面から大きく2種類に分類されている。自転車道設計指針では、次の通りA種、B種に区分されている。
A種の自転車道は、交通の安全と円滑を主目的とし、日常生活で利用される自転車交通を対象としたものであり、多くの場合それ自体独立した道路ではなく、道路の一部として自動車等のための車道に併設される。道路構造令と道路交通法に定められた自転車道は、工作物によって区画され、車道だけでなく歩行者のための歩道からも分離されたもので、道路交通法により自転車以外の通行は認められていない。自転車道の設置されている道路において、普通自転車は自転車道を通行することが原則として義務づけられている。
B種の自転車道は、スポーツやレクリエーションとして自転車を利用すること（サイクリング）を主な目的とした道路を指す。この場合道路法にいう自転車専用道路等として整備されることがあり、一般にサイクリングロードと呼ばれる。ただし日本においては自転車専用である場合はごくわずかな例外に過ぎず、歩行者の通行も認められていることが圧倒的に多い。自転車道という用語は、こういった道路の路線名の一部として使用される場合もある。

### 歴史
日本では、1951年、日本自転車産業協議会の事業計画が、自転車道路の必要性に言及するが、自転車道の法制化機運が高まるのは本格的なモータリゼーションを経た1960年代後半のことで、実際に法制化されるのは1970年である。
外国の自転車道について言及した記述としては、新渡戸稲造の『修養』（明治44年刊）第十三章「道」内の「人の履む道は広いか狭いか」の項にみられ、馬車道、乗馬道、歩道の他、「近頃では自転車の道もあり」と外国の道路事情について紹介している。

#### 法制化以前
自転車道法制化以前は1958年に制定された道路構造令（旧令）に見られるように、自転車は車道・緩速車道を通行する自動車との混合交通を前提とした。1964年には、徳島市左古町に自転車道（併設型、後のA種相当）が設置され、これが日本初の自転車道と考えられている。翌1965年には、高知市電車通りに歩道を改造した自転車道が設置された。これら法制化前に出現した短い距離の自転車道は、所轄警察署の要請により国道事務所が事故多発地点に設置したものである。一方、1967年10月には、神奈川県青少年サイクリングコース（金目川サイクリングコース）が開通する。専用道路型、B種相当、つまりサイクリングロードと呼ばれるタイプのさきがけとなるが、道路法上の道路とは認められず、「施設」扱いとされた。1965年には、国会に制化を求める請願が寄せられ始めた。

#### 自転車道路協会の発足とその活動
1967年4月、自転車道路建設促進協議会が発足した。1968年8月には、協議会が自転車道のサンプルと位置づけた東京・神宮外苑サイクリングセンターが実現する。これは、警視庁・明治神宮など関係各方面に働き掛け、休日の公道で自動車等の通行を禁止する交通規制を実施し、サイクリングに開放したもので、初の「自転車公園」とされた。1970年には常設の代々木公園サイクリングコース、1975年には休日の交通規制によるパレスサイクリングが開設されたほか、東京以外の各地にも広がった。協議会は1968年9月に改組して財団法人自転車道路協会となった。この月、協会は太平洋岸自転車道構想を含む全国一周自転車道路網構想を建設大臣に陳情した。

#### 法制化と制度改正
自転車道法制化の動きは国会でも具体化し、超党派の「自転車道路建設推進議員連盟」が結成され、1969年7月に議員立法による「自転車道の整備等に関する法律案」の提出に漕ぎ着けた。その審議過程では、特にオランダ、デンマーク、スウェーデンでは自転車道は完備に近く、イギリス、アメリカ、フランス、ドイツといった諸国でも自転車道の整備が進んでいるとの認識が示された。この法案は、自衛隊法・防衛庁設置法改正案や大学臨時措置法などの上程による影響で、ほかの20あまりの生活関連法案とともに審議未了となるといった紆余曲折を経て、翌1970年の3月に成立、4月に公布された。
1970年には、「交通戦争」ともいわれた交通事故多発の対策として、道路・交通関連の法令の新規制定や改正が相次いだ。まず前述のように「自転車道の整備等に関する法律」が成立した。また道路交通法と道路構造令に「自転車道」などの規定が加わり、「交通安全施設等整備事業に関する緊急措置法」に自転車道の整備に関する規定が盛り込まれた。これらの新規定により自転車を自動車交通から分離する方向性が固まった。道交法改正に伴い「道路標識、区画線及び道路標示に関する命令」が改正され、「自転車専用」（325の2）と「自転車及び歩行者専用」（325の3）の道路標識が定められた。翌1971年には道路法改正により自転車専用道路、自転車歩行者専用道路の規定が加わる。1980年には、「自転車の安全利用の促進及び自転車駐車場の整備に関する法律」（旧自転車法）が公布され、自転車道・自転車歩行者道の整備、自転車専用車両通行帯の設置など「良好な自転車交通網の形成」を図る規定が盛り込まれた。

#### 整備事業
1973年に大規模自転車道整備事業が始まり、一般にサイクリングロードと呼ばれる道路の建設が緒につく。翌1974年には、建設省都市局長・道路局長通達「自転車道等の設計基準」が出され、詳しい仕様が固まる。
道路交通法の1970年と1978年の改正で自転車の歩道通行が認められ、うやむやのうちに一般化する一方、歩行者との共用でない自転車道などの通行空間の整備は、「我が国の道路状況において……容易ではない」ことを理由に「十分とは言い難い」状況が今日まで続いている。

### 日本における法令上の定義

#### 広義の自転車道
1970年に制定された「自転車道の整備等に関する法律（以下「整備法」）」にいう「自転車道」は、以下のように定義され、法令上最も広義である。
- もつぱら自転車の通行の用に供することを目的とする道路の部分（第2条第3項第1号）
- 自転車及び歩行者の共通の通行の用に供することを目的とする道路又は道路の部分（第2条第3項第2号）

これにより整備法の「自転車道」は、自動車等からは構造的に分離され、歩行者とは分離されているとは限らない次に挙げる自転車の通行空間の総称とされる。この場合の「自転車道」の総延長は2006年4月1日現在、7万8638kmとなる。
- 自転車専用道路（道路法第48条の13第1項）
- 自転車歩行者専用道路（道路法第48条の13第2項）
- 自転車道（道路構造令第2条第2号）
- 自転車歩行者道（道路構造令第2条第3号）

なお道路構造令では、特に同令に規定される自転車道と自転車歩行者道の総称として自転車道等という名称を用いている。
なお、道路法の規定により、道路全体を専ら自転車（あるいは自転車および歩行者）の通行に供用するものが「自転車専用道路」あるいは「自転車歩行者専用道路」であり、これらは道路法令上の名称である。一方、道路そのものの名称としては、「〇〇自転車道線」と付く場合が多いが、道路法上の規制と名称は無関係のため、「〇〇自転車道」と言う名称であっても道路法上の規制は「自転車歩行者専用道路」である場合も数多い。また、「自転車歩行者専用道路」として供用される道路を単に「自転車歩行者道」と呼称する場合もある。

自転車道の事例（広義）
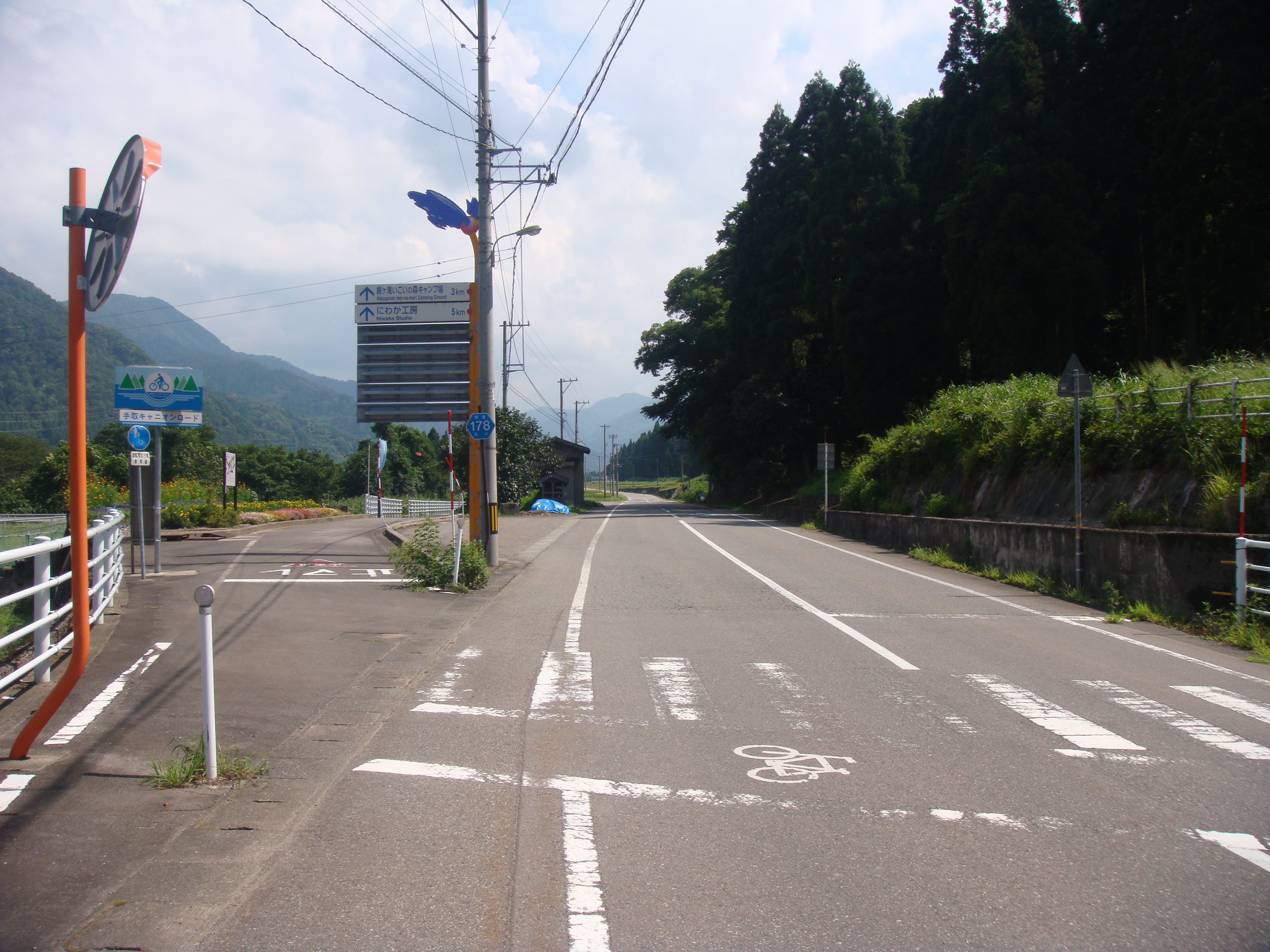
石川県道302号手取川自転車道線
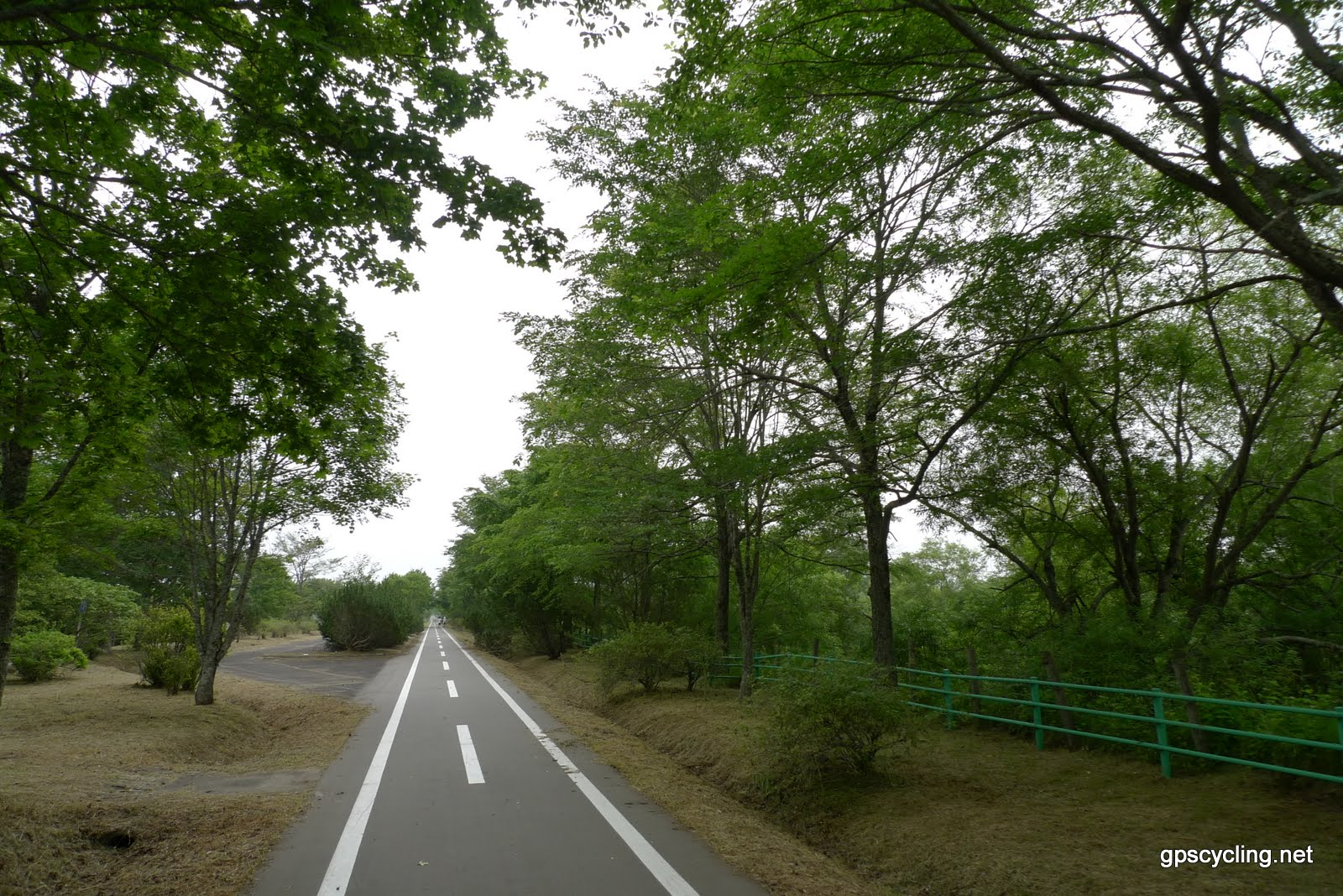
北海道道835号釧路阿寒自転車道線

これらは「自転車道等」と総称されることがあり、「自転車走行空間」「自転車通行空間」などと言い換えられることも多い。自転車走行空間としては、他に車道の一部として設けられ普通自転車専用通行帯として指定されることが想定されている自転車通行帯(道路構造令第2条第15号)、法令ではないが国交省、警察庁による文書「安全で快適な自転車利用環境創出ガイドライン」に規定された矢羽根型などの自転車ナビマークの道路標示のみで自転車の通行箇所を示す車道混在がある。

#### 狭義の自転車道
道路構造令第2条第2号
専ら自転車の通行の用に供するために、縁石線又はさくその他これに類する工作物により区画して設けられる道路の部分
道路交通法第2条第1項第3号の3
自転車の通行の用に供するため縁石線又はさくその他これに類する工作物によつて区画された車道の部分
本節以降では単に自転車道といった場合、道路交通法の自転車道や道路構造令の自転車道という意味で使う。
道路構造令の自転車道は、「縁石線又はさくその他これに類する工作物により区画」された道路の部分であり、自動車等のための車道の各側に一体となって建設され、あとから構造分離された道路は含まれない。なお、道路構造令の車道は「自転車道を除く」と明記されているが、道路交通法の自転車道は「車道の部分」である。ただし道路交通法でも、第3章の交通方法に関しては、第16条第4項により「自転車道と自転車道以外の車道の部分とは、それぞれ一の車道」として別個に扱われる。
普通自転車は、「自転車道が設けられている道路においては、自転車道以外の車道を横断する場合及び道路の状況その他の事情によりやむを得ない場合を除き、自転車道を通行しなければならない」（道路交通法第63条の3）とされている。そのため、自転車道がある道路の側を通行する場合には、自転車道以外の車道や、歩道上の普通自転車通行可部分があったとしても、原則としてそれらは通行できない。
なお、自転車道は、前述のように自転車道以外の車道とは別個の車道として扱われるため、通行すべき左側部分も別個になり、原則として双方向通行となる。普通自転車は道路全体において進行方向右側にしか自転車道がない場合でも、（道路を横断するなどして）そこを通らなければならない。
二輪又は三輪の自転車および普通自転車サイズ（長さ190cm、幅60cm）以下の四輪自転車であって、普通自転車に該当しないもの（これらのうちサイドカーまたはサイクルトレーラー付きを除く）は、自転車道を通行できる。ただし、法第63条の3は適用されないため、自転車道と、自転車道以外の車道ほかを通行するかは、任意である。
なお自転車のうちサイドカーまたはサイクルトレーラー付きの場合や、普通自転車サイズ（長さ190cm、幅60cm）を超える四輪自転車は自転車道を通行できない（道路交通法第17条第3項）。自転車道を通行できないこれらの自転車は、自転車道以外の車道を通行することになる。自転車以外の軽車両も同様である。
なお、産業競争力強化法による区域・期間を限定した特例措置に基づく特定小型電動車、および2023年（令和5年）7月1日改正法施行による特定小型原動機付自転車については上記の限りではない。この場合、これらの車両は法令に基づき自転車道を通行する（詳細は各項目へ）。

##### 自転車道の要件

「自転車専用」（325の2）の道路標識

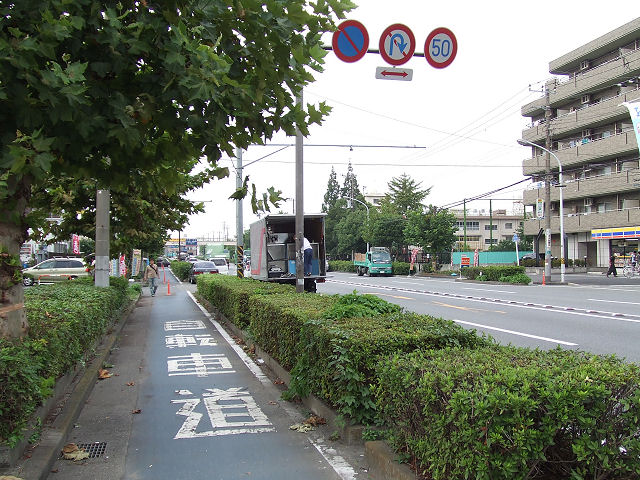
要件に該当する自転車道

自転車道は、縁石線、さく（柵）などの工作物や植樹帯といった分離施設によって連続して区画されていることが要件である。また「自転車専用（325の2）」の道路標識が設置され自転車道であることが示されている。
道路交通法第20条第2項の規定による車道上の車両通行帯のうち、「車両通行区分（327）」「専用通行帯（327の4）」「普通自転車専用通行帯（327の4の2）」の道路標識や「車両通行区分（109の3）」「専用通行帯（109の6）」の道路標示により「自転車専用」と指定されたものは、工作物ではなく区画線や道路鋲によって区画されているため、自転車道には該当しない。「自転車の安全利用の促進及び自転車等の駐車対策の総合的推進に関する法律（自転車法）」で自転車専用車両通行帯と称され、一般に「自転車レーン」と呼ばれるが、この部分は依然、車道の一部分であるため、自転車道の場合とは異なり、車道全体で見た左側通行の規制を受ける。
歩道をガイドポストや断続した植樹帯などによって分離している場合であっても、「自転車及び歩行者専用（325の3）」の道路標識および「普通自転車の歩道通行部分」の道路標示（114の2）がある場合、依然として道路交通法第63条の4第1項により普通自転車が通行することができるとされた歩道である。
この部分は「歩道の自転車レーン」と俗称されることがあるが、自転車道には該当しない。「普通自転車の歩道通行部分（114の3）」、道路交通法第63条の4第2項にいう「普通自転車通行指定部分」となる。従来歩道とされていた部分を工作物で分離したものであっても、車道上に設けられたものではないので自転車道とはいえない。

#### サイクリングロード
一般に「サイクリングロード」と呼ばれるものは、B種の自転車道に分類され、道路法の自転車専用道路等として整備されることが多い。自転車（または「自転車および歩行者」）の通行のために設けられる独立した道路である。整備法の第6条第1項では、道路管理者としての市町村に自転車専用道路等の設置について努力義務を課し、同第2項では河川や国有林野の管理者が協力するものとし、同第3項では国が財政支援の努力義務を負うこととしている。国の支援策としては、大規模自転車道整備事業が知られている。このほかに道路法にいう道路には該当しない施設扱いの“いわゆる自転車道”なども、サイクリングロード（あるいはサイクリング道路など）と呼ばれる。日本以外の諸外国においても、同様の道路の整備例が見られる。

#### 設計基準
各種の自転車道の幅員は、道路構造令により定められている。自転車道は2メートル以上を原則とし、やむを得ない場合1.5メートルまで縮小できるとされる（第10条）。自転車専用道路は3メートル以上を原則とし、やむを得ない場合2.5メートルとされ、自転車歩行者専用道路は1993年以降自転車専用道路より広い4メートル以上とされる（いずれも第39条第1項）。
設計速度は、A種・B種の違いに応じて差異がある。まちなかの道路に併設される環境からスピードが制限されるA種の自転車道では、通常の自転車の速度と考えられた時速15キロメートル、専用道路で快適な走行が目的となるB種の自転車道では時速30キロメートルとされた。これらの規定速度を確保する設計が不経済とされる場合には、双方とも時速10キロメートルとされた。

### 日本における現状と問題
自動車交通から構造的に分離された自転車の通行空間の総延長は7万8638キロメートルとされるが、このうちの91.7%にあたる7万2119キロメートルは「自転車歩行者道」である。設計の上で自転車の通行を意識したことになっているとはいえ、運用の上では自転車には歩行者を優先するために徐行や一時停止をする義務が課せられる「自転車通行可の歩道」にすぎない。自転車歩行者道については該当項目に譲り、本項では自転車道とサイクリングロード（自転車専用道路等とそれに類似したもの）の現状について述べる。

#### 自転車道の現状
都市交通の中での自転車専用の通行空間とされる自転車道の延長は、2004年現在、1199kmに過ぎず、歩道延長15万5786kmの100分の1にも満たない。自転車道の設置に際しては、自動車交通から自転車を分離し、混合交通による自動車の速度低下を防ぐことも意識されてきた。半面、設置・管理が高コストであり、自転車道の存在自体が自動車交通の処理能力の低下を招くとも考えられた。車道の幅員確保や歩道の設置・拡幅（幅員2メートル以上の歩道では、普通自転車を歩道に上げることも可能とされる）が優先され、自転車道の設置は進まなかった。
また自転車道は車道の付帯施設と認識されたため、独自の連続したネットワークを形成していないという問題も指摘されている。
自転車の歩道通行については、双方向通行が認められていることと、車道との間の分離施設によって、自転車が右左折する自動車からの死角に入り、自動車対自転車の交通事故を誘発する危険性が指摘されている。自転車道は事故防止を図ることを目的として導入されたものの、歩行者と構造的に分離されていることを除いて歩道との共通点が多いことから、自転車道にも同じ問題が存在するとの見解がある。ただし、現実に整備された自転車道の事故リスクについては日本国内では研究が見当たらない。カナダとオランダの研究では、自転車道が最も安全な自転車インフラであるとの結果が出ている。
歩行者と自転車の分離という面では、自転車道の整備は大きな成果を上げている。東京都三鷹市のかえで通りでは、自転車道の整備前に80.9%だった自転車の歩道通行率が整備後は6.1%に激減した。東京都江東区亀戸の国道14号でも、自転車道の整備前に71.0%だった歩道通行率が整備後は25%に低下した。一方、車道端をペイントによって視覚的に区分した自転車レーンなどでは、路上駐車に塞がれる、横を通る車が怖いなどの問題から、自転車の歩道通行率はあまり下がらない傾向がある。東京都渋谷区の旧玉川水道道路では、自転車レーンの整備前に84%だった歩道通行率は整備後も68%までしか低下していない。京都府京都市の河原町通と丸太町通では、車道の端に矢羽根型路面表示を試験整備したが、整備前に74.7〜92.4%だった歩道通行率は整備後も73.7〜88.9%と高止まりしている。この京都市の実験では住民アンケートで「横を車が通り過ぎると怖い」「駐車中の車の横を走るのがこわい」などの意見が寄せられている。

#### サイクリングロードの現状
サイクリングロードの設置場所は、河川敷がほとんどで、このほかに湖沼の沿岸、海岸、鉄道廃線跡が挙げられる。
自転車専用道路等の総延長は5113kmになるが、そのうちの90.8%は自転車歩行者専用道路が占める。このほか、河川敷や堤防上に設置された河川管理道路や緊急用道路は、一般の自動車・原動機付自転車による通行を禁じていることから、サイクリングコースとして使用されている例が多い。東京都内の荒川緊急用河川敷道路など、自転車愛好者にはサイクリングロードとして認識されているものが、実はあくまで河川管理道路であるということもある。
サイクリングロードは、設計上自転車の高速走行の快適性を重視し、ほかの道路と平面交差する箇所が市街地の一般道路に比べて少ないため、自転車の走行速度が速くなる傾向が強い。一方でこの構造的条件はランニングやウォーキングといった運動や散歩にも適している。またサイクリングロードや自転車道などと呼ばれていても、大部分で歩行者は排除されていない。このため歩行者の利用も多い。高速な自転車と大勢の歩行者が混在している状況で、両者の間にトラブルが多発し、主に歩行者から苦情が管理者に寄せられ、管理者としては対策として自転車に対して何らかの規制・措置を行う方向で動きが見られる。このことからサイクリングロードでは、自転車に対してスピードを落として歩行者に注意し優先するよう呼び掛ける標示や掲示物が目立つようになった。自転車歩行者専用道路に代表される自転車と歩行者が混在する状況に対しては、古くから自転車愛好者らによる批判がある。しかし両者を分離して自転車専用道路と歩行者専用道路を設置しようとする動きは、ほとんど見られない。